# Endorphin
EndorphinはNatural Motion社が開発したダイナミックモーション合成ソフトウェア。モーションキャプチャーデータを加工してバリエーションを付けたり、物理演算を用いて人体の挙動のシミュレーションを行ったりすることが可能。日本での販売代理店はダイキン工業株式会社。